# Palythoa xishaensis
Palythoa xishaensis är en korallart som beskrevs av Zunan 1998. Palythoa xishaensis ingår i släktet Palythoa och familjen Zoanthidae. Inga underarter finns listade i Catalogue of Life.